# Girls! Girls! Girls! (album)
Girls! Girls! Girls! er en LP-plade med Elvis Presley, udsendt på RCA med nummeret RCA LSP-LPM-2621. (LSP og LPM angiver, hvorvidt der er tale om hhv. stereo- eller monoudgaven, og begge var så efterfulgt af løbenummeret 2621).
Albummet rummer soundtracket fra Presley-filmen Girls! Girls! Girls! og kom på gaden i november 1962, samtidig med premieren på filmen. Alle sangene er indspillet hos Radio Recorders i Hollywood i tidsrummet 26. – 28. marts 1962. LP'en rummer 13 sange, hvoraf de 11 blev sunget i filmen, mens de to resterende var såkaldte 'bonussange', der ikke havde relationer til filmen men var med som 'fyld' på albummet.

## Personerne bag albummet
Folkene bag LP'en er:
- Elvis Presley, sang
- Scotty Moore, guitar
- Tiny Timbrell, guitar
- Robert Bain, guitar
- Barney Kessel, guitar
- Alton Hendrickson, guitar
- Dudley Brooks, klaver
- Harold Brown, orgel
- Ray Siegel, bas
- D.J. Fontana, trommer
- Hal Blaine, trommer
- Bernie Mattinson, trommer
- Homer "Boots" Randolph, saxofon
- The Jordanaires, kor
- The Amigos, kor
- Ginny og Elisabeth Tui, kor

## Sangene
LP'en indeholdt følgende 13 sange:

### Side 1
- "Girls! Girls! Girls!" (Jerry Leiber, Mike Stoller)
- "I Don't Wanna Be Tied" (Bill Giant, Bernie Baum, Florence Kaye)
- "Where Do You Come From" (Ruth Bachelor, Bob Roberts) ('bonussang')
- "I Don't Want To" (Janice Torre, Fred Spielman) ('bonussang')
- "We'll Be Together" (Charles O'Curran, Dudley Brooks)
- "A Boy Like Me A Girl Like You" (Sid Tepper, Roy C. Bennett)
- "Earth Boy" (Sid Tepper, Roy C. Bennett)

### Side 2
- "Return To Sender" (Otis Blackwell, Winfield Scott)
- "Because Of Love" (Ruth Bachelor, Bob Roberts)
- "Thanks To The Rolling Sea" (Bill Giant, Bernie Baum, Florence Kaye)
- "Song Of The Shrimp" (Sid Tepper, Roy C. Bennett)
- "The Walls Have Ears" (Sid Tepper, Roy C. Bennett)
- "We're Comin' In Loaded" (Otis Blackwell, Winfield Scott)

Den af filmens 11 sange, som opnåede den største publikumssucces, også i Danmark, var så ubetinget "Return To Sender". Den er indspillet den 27. marts 1962.

## Sange, der ikke var med
Den 28. marts 1962 indspillede Elvis sangen "Dainty Little Moonbeams" (Jerry Leiber, Mike Stoller), som blev brugt i filmen. Den blev imidlertid 'sorteret fra' og ikke udsendt på soundtracket eller andre plader indtil 1993, hvor den udsendtes på det fire-dobbelte album Double Features.
Sangen "Plantation Rock" (Bill Giant, Bernie Baum, Florence Kaye) blev indspillet af Elvis, ligeledes den 28. marts 1962 til filmen, men den blev ikke anvendt. Den blev først udsendt i november 1983 på albummet Elvis – A Legendary Performer, Vol. 4 og var tillige med på albummet Double Features.
Yderligere to sange, "Potpourri" (Sid Tepper, Roy C. Bennett) og "Twist Me Loose", blev indspillet til brug i filmen, men blev heller ikke anvendt. De er aldrig blevet udgivet på plade.